# Macrotrachela ligulifera
Macrotrachela ligulifera är en hjuldjursart som beskrevs av Bartoš 1947. Macrotrachela ligulifera ingår i släktet Macrotrachela och familjen Philodinidae. Inga underarter finns listade i Catalogue of Life.